# Suecia en los Juegos Olímpicos de Berlín 1936
Suecia estuvo representada en los Juegos Olímpicos de Berlín 1936 por un total de 171 deportistas que compitieron en 17 deportes.  
El portador de la bandera en la ceremonia de apertura fue el pentatleta Bo Lindman.

## Medallistas
El equipo olímpico sueco obtuvo las siguientes medallas:
| Nombre                                                                                  | Deporte            | Competición                    |
| --------------------------------------------------------------------------------------- | ------------------ | ------------------------------ |
| Oro                                                                                     |                    |                                |
| Rudolf Svedberg                                                                         | Lucha grecorromana | 72 kg M                        |
| Ivar Johansson                                                                          | Lucha grecorromana | 79 kg M                        |
| Axel Cadier                                                                             | Lucha grecorromana | 87 kg M                        |
| Knut Fridell                                                                            | Lucha libre        | 87 kg M                        |
| Erik Bladström Sven Johansson                                                           | Piragüismo         | F2 10 000 m M                  |
| Torsten Ullman                                                                          | Tiro               | Pistola 50 m M                 |
| Plata                                                                                   |                    |                                |
| Gustav Almgren Birger Cederin Hans Drakenberg Gustaf Dyrssen Hans Granfelt Sven Thofelt | Esgrima            | Espada por eqs. M              |
| Egon Svensson                                                                           | Lucha grecorromana | 56 kg M                        |
| John Nyman                                                                              | Lucha grecorromana | +87 kg M                       |
| Thure Andersson                                                                         | Lucha libre        | 72 kg M                        |
| Arvid Laurin Uno Wallentin                                                              | Vela               | Star M                         |
| Bronce                                                                                  |                    |                                |
| Henry Jonsson                                                                           | Atletismo          | 5000 m M                       |
| Fred Warngård                                                                           | Atletismo          | Jabalina M                     |
| Erik Ågren                                                                              | Boxeo              | Ligero (61,2 kg) M             |
| Gregor Adlercreutz (Teresina) Sven Colliander (Kål XX) Folke Sandström (Pergola)        | Hípica             | Doma por eqs.                  |
| Einar Karlsson                                                                          | Lucha grecorromana | 61 kg M                        |
| Gösta Frändfors                                                                         | Lucha libre        | 61 kg M                        |
| Tage Fahlborg Helge Larsson                                                             | Piragüismo         | K2 10 000 m M                  |
| Torsten Ullman                                                                          | Tiro               | Pistola rápida de fuego 25 m M |
| Lennart Ekdahl Martin Hindorff Torsten Lord Dagmar Salén Sven Salén                     | Vela               | 6 Metre M                      |